# 丁大衛 (外交官)
丁大衛（英語：David Dean，1925年8月25日—2013年10月27日），美國外交官，出生於紐約市，曾任美國在台協會理事主席。

## 生平
丁大衛在紐約出生長大。在高中求學時代結束後，於1943年，他加入了美國海軍的短期培訓儲備軍官計畫，簡稱V-12海军学院培训计划。丁大衛與妻子丁瑪麗育有兩子——丁荷生與丁台生（Thompson Dean）。

### 軍職時期
1943至1948年間，他是一名美國海軍飛行員。日本投降後，他隨同第七艦隊移防青島，並隨著艦隊靠港輾轉到過上海、香港、基隆、婆羅洲、新加坡和檳城，使他對於中國與東亞產生了興趣。在青島的時候，他第一次見到蔣介石。

### 外交官時期
1948-1951年哈佛大學學士，哥倫比亞大學碩士。軍職退役以後，他到哈佛學習英國歷史與文學，以完成學業；後在哥倫比亞大學主修拉丁美洲研究，取得碩士學位。
1951年底，他通過了外交官考試，在約二到三個月的訓練後，他分發到馬來西亞吉隆坡，擔任行政官與領事官；1954年，他調到荷蘭鹿特丹，並與妻子瑪麗相識結婚；1956年底，他回到華盛頓，參加了外交政策學院約六個月的培訓課程；1957年7月，他到臺中的美國外文語言學校學會了漢語和廣東話，並且能嫻熟使用。在這兩年期間，他經歷了劉自然事件、金門砲戰等重大事件。1959至1962年，他調派到香港；1962至1966年，他回到華盛頓，擔任美國國務院亞洲共產事務處的基層人員，在此期間，他是美國與中共在華沙會談中的美國大使顧問，並於其後升任為副處長。
1966至1969年，他前往臺灣擔任美國駐中華民國大使館政治參事兼代辦。1969至1970年，他參加了外交政策學院高級班的一年課程；1970年，他接替翟浩然（Harald W. Jacobson）擔任美國駐香港總領事館副總領事，於6月30日到任後亦曾暫代總領事職務。駐港任期至1974年結束後，於1976至1978年間擔任美國在華聯絡辦事處副館長，期間經歷了唐山大地震；其後，他參與了與中共談判中美三個聯合公報、臺灣關係法與對台軍售等；並在其奔走下，美國成立了美國在台協會，作為美國與中華民國斷交後的延續實質關係管道。

### 美國在台協會
他於1979年1月自國務院退職，轉擔任美國在台協會的首任理事主席兼執行理事，期間發生了美麗島事件，他奉美國政府之命向蔣經國交涉，也注意到了林宅血案，他作為理事主席一直到1986年。1987年至1989年，他轉任該協會的台北辦事處處長。

### 退休至晚年
擔任蔣經國基金會華府辦事處顧問，陶涵（Jay Taylor）的兩部有關蔣氏父子傳記《蔣經國傳》（The Generalissimo's Son: Chiang Ching-kuo and the Revolutions in China and Taiwan）與《蔣介石傳》（The Generalissimo: Chiang Kai-shek and the Struggle for Modern China）就是在他力邀下促成的。
回憶錄《非官方外交》（Unofficial Diplomacy）於2014年底出版。

## 荣誉

### 外国勋章奖章
- 大绶景星勋章（中华民国，2000年4月7日批准[12]，2000年4月10日于台北总统府颁授[13]）